# Roberto Hazon
Roberto Hazon (Borgo Val di Taro, Emília-Romanya, 25 de setembre, 1854 - Milà, Llombardia, 9 de setembre, 1920), va ser un director d'orquestra i professor de música italià.
Hazon va estudiar a la "Scuola del Carmine" de Parma i al Conservatori de Milà. A Milà va ser alumne de Franco Faccio, que era director de la Scala. Després va treballar com a director d'òpera al Teatro Dal Verme fins que va viatjar a Melbourne el 1886 amb la New Royal Italian Opera Company sota la direcció de Martin Simonsen. Va actuar amb la companyia a Melbourne, Sydney i altres ciutats australianes i el 1888 va decidir romandre a Austràlia.
George Rignold el va contractar per actuar al "Her Majesty's Theatre" de Sydney el 1889, i el mateix any es va convertir en director de la Societat Filharmònica de Sydney. Amb aquest i el cantant Charles Santley va interpretar amb èxit l'Elies de Mendelssohn, altres oratoris populars, obres de compositors australians com Charles Packer i Alfred Hill i, per primera vegada a Sydney, La Damnation de Faust d'Hector Berlioz. També va ensenyar cant, harmonia i orquestració.
El 1891 Hazon va fundar la "Sydney Amateur Orchestral Society". Va interpretar moltes obres noves a la seva sèrie anual de concerts i va portar a Austràlia músics com Johann Kruse (1895) i Ignacy Paderewski (1904). El 1901 va viatjar a Itàlia per contractar músics i cantants per a la Companyia d'Òpera Italiana de James Cassius Williamson, de la qual va ser director i director artístic aquella temporada. Amb això va interpretar per primera vegada a Austràlia La bohème de Giacomo Puccini, Otello de Giuseppe Verdi i Fedora d'Umberto Giordano.
El 1907 Hazon va donar el seu concert de comiat a l'Ajuntament de Sydney. Va tornar a Milà i va dirigir durant un temps a La Scala. El 1910 va tornar a viatjar a Austràlia com a director de la "Williamson's Grand Opera Company" i va interpretar Madame Butterfly de Puccini en anglès amb Bel Sorel i Amy Castles.